# Brooke Elliott

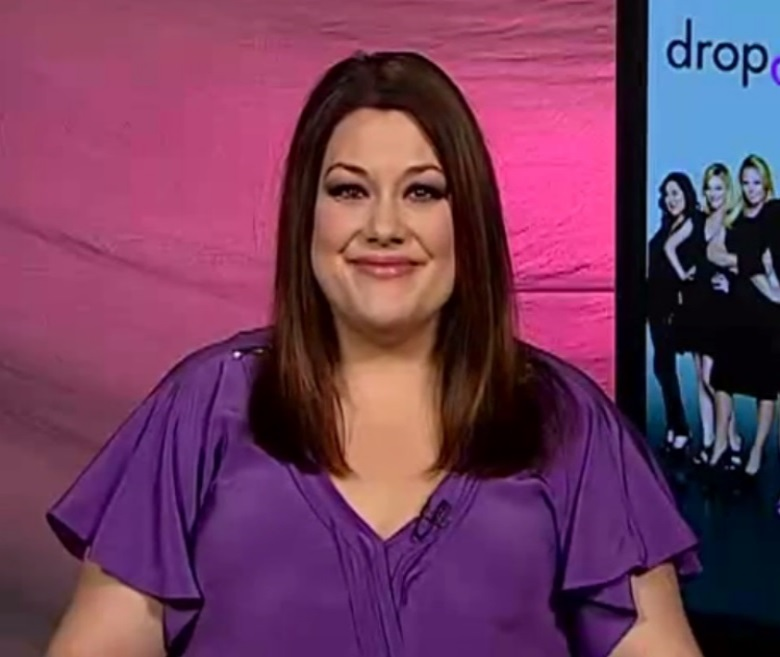
Brooke Elliott (2013)

Brooke Elliott (* 16. November 1974 in Fridley, Minnesota) ist eine US-amerikanische Schauspielerin und Sängerin.

## Leben
Brooke Elliott wurde 1974 in Minnesota als Kind von Robert und Kathleen Elliott geboren. Sie hat eine Schwester und einen Bruder. Sie begann laut Angaben ihrer Eltern schon mit drei Jahren zu singen. Es existiert Filmmaterial, wie sie das Lied You Light Up My Life singt. Sie schloss die Highschool 1993 ab. Danach besuchte sie die Western Michigan University, die sie 1998 mit einem Bachelor of Fine Arts abschloss. Von 2009 bis 2014 spielte sie die Hauptrolle der Jane Bingum in der Lifetime-Fernsehserie Drop Dead Diva. Seit 2020 gehört sie zum Hauptcast der Serie Süße Magnolien, in der sie die Rolle der Dana Sue Sullivan verkörpert. 

## Filmografie (Auswahl)
- 2000: Was Frauen wollen
- 2005: Law & Order: Trial by Jury (Fernsehserie, Folge 1x03)
- 2009–2014: Drop Dead Diva (Fernsehserie, 78 Folgen, Hauptrolle)
- 2016: Furst Born (Fernsehserie, CBS Pilotfolge)
- 2017: Trew Calling
- 2018: Crazy Wonderful (Fernsehserie, Pilotfolge)
- 2019: Dolly Partons Herzensgeschichten (Fernsehserie, Folge 1x03)
- 2019: More Beautiful for Having Been Broken
- seit 2020: Süße Magnolien (Fernsehserie)
- 2022: A Country Christmas Harmony

## Broadwaymusicals
- 2003: Taboo
- 2005, 2007: Wicked – Die Hexen von Oz
- 2007: The Pirate Queen